# Lijst van rijksmonumenten in Soest (plaats)
De plaats Soest telt 36 inschrijvingen in het rijksmonumentenregister. Hieronder een overzicht.
| Object                                              | Oorspronkelijke functie?  | Bouwjaar                                    | Architect       | Locatie               | Coördinaten?                  | Nr.?   | Afbeelding                                  |
| --------------------------------------------------- | ------------------------- | ------------------------------------------- | --------------- | --------------------- | ----------------------------- | ------ | ------------------------------------------- |
| Het Gagelgat                                        | Boerderij                 |                                             |                 | Birkstraat 107        | 52° 9' 47" NB, 5° 19' 10" OL  | 34095  | Meer afbeeldingen                           |
| Klein Middelwijk                                    | Boerderij                 | 18e eeuw                                    |                 | Kerkpad z.z. 63       | 52° 10' 39" NB, 5° 18' 34" OL | 34096  | Meer afbeeldingen                           |
| Herberg De Drie Ringen                              | Horeca                    |                                             |                 | Kerkstraat 11         | 52° 10' 25" NB, 5° 18' 46" OL | 34097  | Meer afbeeldingen                           |
| Oude Mannen en Vrouwenhuis                          | Sociale zorg, liefdadigh. |                                             |                 | Eemstraat 6           | 52° 10' 26" NB, 5° 18' 48" OL | 34098  | Meer afbeeldingen                           |
| Boerderij 't Klooster                               | Boerderij                 |                                             |                 | Eemstraat 16          | 52° 10' 27" NB, 5° 19' 1" OL  | 34099  | Meer afbeeldingen                           |
| Voormalig raadhuis                                  | Overheidsgebouw           |                                             |                 | Eemstraat 2           | 52° 10' 25" NB, 5° 18' 47" OL | 34100  | Meer afbeeldingen                           |
| Veerhuis De Kleine Melm                             | Transport                 | 1681                                        |                 | Eemweg 4-6            | 52° 10' 55" NB, 5° 19' 28" OL | 34101  | Veerhuis De Kleine Melm                     |
| De Ruyge Akker                                      | Boerderij                 | 1720                                        |                 | Eigendomweg 151       | 52° 9' 52" NB, 5° 17' 20" OL  | 34102  | Meer afbeeldingen                           |
| Bleijendaal                                         | Boerderij                 |                                             |                 | Kerkpad z.z. 99       | 52° 10' 33" NB, 5° 18' 46" OL | 34103  | Meer afbeeldingen                           |
| Voormalige bakkerij                                 | Werk-woonhuis             | 18e eeuw                                    |                 | Kerkpad z.z. 160      | 52° 10' 26" NB, 5° 18' 44" OL | 34104  | Meer afbeeldingen                           |
| Petrus en Pauluskerk                                | Kerk en kerkonderdeel     | 1852-1853                                   |                 | Kerkplein 2           | 52° 10' 53" NB, 5° 18' 17" OL | 34105  | Meer afbeeldingen                           |
| Oude Kerk Nederlands Hervormde Kerk                 | Kerk en kerkonderdeel     | ca. 1400                                    |                 | Torenstraat 1         | 52° 10' 25" NB, 5° 18' 44" OL | 34106  | Meer afbeeldingen                           |
| Toren van de Oude Kerk                              | Kerk en kerkonderdeel     | 16e eeuw                                    |                 | Torenstraat bij 1     | 52° 10' 25" NB, 5° 18' 43" OL | 34107  | Meer afbeeldingen                           |
| Bakkerswinkeltje                                    | Werk-woonhuis             | 1737                                        |                 | Kerkstraat 13         | 52° 10' 24" NB, 5° 18' 47" OL | 34108  | Meer afbeeldingen                           |
| Kerkstraat 10-12                                    | Boerderij                 |                                             |                 | Kerkstraat 10-12      | 52° 10' 23" NB, 5° 18' 45" OL | 34109  | Meer afbeeldingen                           |
| Huize Buitenzorg                                    | Kasteel, buitenplaats     | midden 19e eeuw                             |                 | Vredehofstraat 31     | 52° 11' 30" NB, 5° 16' 53" OL | 34110  | Meer afbeeldingen                           |
| Station Soestdijk                                   | Transport                 | 1898                                        | J.F. Klinkhamer | Spoorstraat 1         | 52° 11' 2" NB, 5° 17' 59" OL  | 34111  | Meer afbeeldingen                           |
| Grafheuvel Monnikenbosch                            | Archeologisch monument    | Bronstijd                                   |                 | Monnikenbosch         | 52° 8' 58" NB, 5° 20' 2" OL   | 45993  | Upload foto                                 |
| Enghenbergje- Grafheuvel                            | Archeologisch monument    | Neolithicum en/of Bronstijd                 |                 | Soester Eng           | 52° 10' 14" NB, 5° 18' 12" OL | 45994  | Meer afbeeldingen                           |
| Terrein met resten van prehistorische bewoning.     | Archeologisch monument    | prehistorie                                 |                 | De Beaufortlaan       | 52° 9' 7" NB, 5° 17' 24" OL   | 45995  | Upload foto                                 |
| Terrein met resten van prehistorische bewoning.     | Archeologisch monument    | prehistorie                                 |                 | Soesterduinen         | 52° 9' 2" NB, 5° 19' 6" OL    | 45996  | Upload foto                                 |
| Terrein waarin twee grafheuvels                     | Archeologisch monument    | Neolithicum en/of Bronstijd                 |                 | Soestduinen           | 52° 8' 53" NB, 5° 18' 38" OL  | 45997  | Terrein waarin twee grafheuvels             |
| Goederenloods van Station Soest                     | Transport                 | 1897                                        | J.F. Klinkhamer | Stationsweg 18        | 52° 10' 22" NB, 5° 18' 37" OL | 512714 | Meer afbeeldingen                           |
| Vrijstaande goederenloods                           | Opslag                    | 1897                                        |                 | Stationsweg bij 18    | 52° 10' 22" NB, 5° 18' 37" OL | 512715 | Vrijstaande goederenloods                   |
| Op Mieke's Hof                                      | Woonhuis                  | 1920                                        | H.C. Doorman    | Prins Bernhardlaan 43 | 52° 10' 54" NB, 5° 17' 40" OL | 512718 | Op Mieke's Hof                              |
| Anna Paulownahuis voormalige naaldvakschool         | Onderwijs en wetenschap   | 1893                                        |                 | Burg. Grothestraat 51 | 52° 11' 14" NB, 5° 17' 16" OL | 512719 | Anna Paulownahuis voormalige naaldvakschool |
| Poortgebouw met muur rooms-katholieke begraafplaats | Begraafplaats en -onderdl | ca. 1828 (begraafplaats) 1876 (poortgebouw) |                 | Dalweg                | 52° 10' 53" NB, 5° 18' 11" OL | 512720 | Meer afbeeldingen                           |
| Watertoren                                          | Nutsbedrijf               | 1931                                        |                 | Oranjelaan 36         | 52° 10' 60" NB, 5° 17' 27" OL | 512722 | Meer afbeeldingen                           |
| Huize St Jozeph                                     | Gezondheidszorg           | 1867                                        | A. C. Bleijs    | Steenhoffstraat 46    | 52° 10' 50" NB, 5° 18' 15" OL | 512723 | Meer afbeeldingen                           |
| De Witte Burchthoeve                                | Boerderij                 | 1942-1943                                   | Arnold Brouwer  | Soesterengweg 6/8     | 52° 10' 46" NB, 5° 17' 33" OL | 512727 | Meer afbeeldingen                           |
| Eyckendal                                           | Woonhuis                  | begin 18e eeuw                              |                 | Jachthuislaan 68      | 52° 11' 2" NB, 5° 15' 49" OL  | 8536   | Meer afbeeldingen                           |
| Veenhuizertol                                       | Woonhuis                  |                                             |                 | Jachthuislaan 70      | 52° 11' 2" NB, 5° 15' 47" OL  | 8545   | Meer afbeeldingen                           |
| 't Jachthuis / tolhuis                              | Overheidsgebouw           | 1831                                        |                 | Park Vredehof 11      | 52° 11' 30" NB, 5° 16' 51" OL | 8570   | Meer afbeeldingen                           |